# Pheidole sitarches
Pheidole sitarches är en myrart som beskrevs av Wheeler 1908. Pheidole sitarches ingår i släktet Pheidole och familjen myror.

## Underarter
Arten delas in i följande underarter:
- P. s. rufescens
- P. s. sitarches
- P. s. soritis